# Русская партия
Ру́сская па́ртия — один из самых популярных открытых дебютов, возникающий после следующих ходов: 
 1. e2-e4 e7-e5 
 2. Kg1-f3 Kg8-f6.
В западной шахматной литературе чаще употребляется другое название дебюта: «защита Петрова».
Основная идея дебюта — активная защита посредством контрнападения. Черные предпочитают не защищать пешку e5, а атаковать пешку e4. Такой подход в ряде случаев приводит к живой и интересной борьбе.

## История
Рассматриваемый дебют известен с XVII века. Одной из первых документированных партий является игра Греко с неизвестным шахматистом, датированная 1620-м годом:

1. e4 e5 2. Kf3 Kf6 3. К:e5 К:e4 4. Фе2 Фе7 5. Ф:е4 d6 6. d4 f6 7. f4 Кd7 8. Кс3 de 9. Кd5 Фd6 10. de fe 11.fe Фc6 12. Сb5! Фс5. 13. Се3 Ф:b5 14. К:c7+ Крd8 15. К:b5  Черные сдались.
Этот пример и другие подобные партии дискредитировали ход 2. .. Кf6, и он был надолго отвергнут. Только в 30-х годах XIX века русский мастер А. Петров открыл ход 3 .. d7-d6!, который отбрасывает коня с e5, и даёт уничтожить пешку e4. Позднее, в разработке новой системы защиты активное участие принимал известный русский мастер К. Яниш, который опубликовал в 1842 году в «Паламеде» подробные анализы этого дебюта. Благодаря значительному вкладу русских шахматистов в развитие этого дебюта за ним закрепилось его современное название «Русская партия».
Стратегическая идея этого дебюта состоит в немедленной контратаке пешки «е4», стремлении тотчас перехватить инициативу. При точной игре белым обычно удается сохранить дебютное преимущество, так как в возникающих симметричных позициях они имеют право выступки. Однако за чёрных в последнее время найдено немало интересных идей, позволяющих осложнить игру и получить контршансы. Русская партия входит в дебютный репертуар многих ведущих гроссмейстеров, в том числе А. Карпова, В. Крамника.

## Основные варианты
У белых есть два основных продолжения:

#### СистемаСтейница
- 3. d2-d4
  - 3. … e5:d4 4. e4-e5 Кf6-e4 5. Фd1:d4 d7-d5 6. e5:d6 Ke4:d6
  - 3. … Кf6:e4

#### Основной вариант
- 3. Kf3:e5 d7-d6  (Распространенная ошибка: 3. … К:е4? 4.Фе2 Kf6?? 5.Kc6+ и черные теряют ферзя.)
  - 4.Ke5:f7?! — Гамбит Кохрена.
  - 4.Ke5-с4 — атака Паульсена.[6]
  - 4. Ke5-f3 Кf6:e4 — основной вариант.
    - 5. d2-d4 d6-d5 6.Сf1-d3 Cf8-e7 7. 0-0 Kb8-c6 8. Лf1-e1 (возможно и 8. c2-c4) 8. … Cc8-g4 9. c2-c4 Ke4-f6 10. c4:d5 Cg4:f3 11. Фd1:f3 Фd8:d5
    - 5. Фd1-e2 (для данной системы типичны массовые размены и переход в эндшпиль. Данный вариант применяли Эмануил Ласкер и Капабланка). 5. … Фd8-e7 6. d2-d3 Ke4-f6 7. Cc1-g5 Фe7:e2+ 8. Cf1:e2 Cf8-e7 9. Kb1-c3 c7-c6 10. 0-0 Kb8-a6 — у белых незначительное преимущество.

#### Альтернативы
- 3.Кb1-c3 — вариант трёх коней Венской партии, чаще игра переходит к дебюту четырёх коней, но применяется и ход 3.… Cf8-b4.

- 3.Сf1-c4 — итальянский вариант. Возможны такие варианты, как защита двух коней, гамбит Бодена-Кизерицкого или гамбит Урусова.